# Бистре (Україна)
Би́стре — село в Україні, у Харківському районі Харківської області. Населення становить 103 осіб. Село у складі Південноміської міської громади.

## Географія
Село Бистре знаходиться біля витоків безіменної річечки, яка через 4,5 км впадає в річку Мерефа, нижче за течією на відстані 1,5 км розташоване село Бідряги. На річці зроблено кілька загат. Поруч проходить автомобільна дорога Р51. До села примикають великі лісові масиви (дуб).

## Населення

### Мова
Розподіл населення за рідною мовою за даними перепису 2001 року:
| Мова       | Кількість | Відсоток |
| ---------- | --------- | -------- |
| українська | 95        | 92.23%   |
| російська  | 8         | 7.77%    |
| Усього     | 103       | 100%     |